# 沙河街道 (广州市)
沙河街道，是中华人民共和国广东省广州市天河区下辖的一个乡镇级行政单位，面积达1.26平方公里。街道因沙河涌而得名，也是著名美食沙河粉的原產地。

## 历史
1950年，沙河墟、田心村等自然村落组成沙河街。作为天河地区首个建立的行政街道，沙河街亦被堪称为“天河第一街”。至1984年天河正式建区时，沙河街道的面积已达102平方公里，其中沙河乡（镇）独占约60平方公里。
20世纪90年代，沙河街道先后历经区域划分、调整；并先后被划入白云、黄埔等区，最终归天河区管辖。惟行政面积亦多次缩减，至今时的1.26平方公里。

## 经济
沙河以服装批发所闻名。在正值改革开放的上世纪80年代，沙河街处于广州市郊，而不少人已经在农贸市场做起服装生意，后因1985年大火烧毁农贸市场而为人们所知。政府之后为商户建起格子铺，商户亦开始用竹竿挑起衣服叫卖，并不断扩张，最终成为华南三大服装批发集散地。
时至今日，沙河街道的服装批发已经形成大型商圈，并坐拥24座批发城，提供各种档次的服饰，每日吞吐服装量达上百万件。

## 文化
沙河街道亦涵盖了广东歌舞剧院、广东现代舞团、广州歌舞剧院、广州话剧团、广州杂技团等18家文化团体，其中十三号剧院、广东艺术剧院位于沙河顶一带。

## 重点文物
十九路军淞沪抗日阵亡将士陵园

## 行政区划
沙河街道下辖以下地区：
左竹园社区、西街社区、新一街社区、先烈东横路社区、濂泉西社区、水荫四横路社区和永福正街社区。

## 交通

### 地铁
█广州地铁6号线：沙河顶站
█广州地铁6号线、█广州地铁11号线：沙河站